# Хойдонкс, Ник
Николаус (Ник) Хёйбрехт Хо́йдонкс (нидерл. Nicolaus "Nic" Huibrecht Hoydonckx; 29 декабря 1900 — 4 февраля 1985) — бельгийский футболист, защитник, участник Олимпиады 1928 и чемпионата мира 1930 года. С 1928 по 1933 год провёл 36 матчей за сборную. Играл за «Берхем», «Хасселт» и «Льеж».

Во время плавания через Атлантику накануне чемпионата мира простудился и оглох на одно ухо.
| Матчи и голы Ника Хойдонкса за сборную Бельгии | Матчи и голы Ника Хойдонкса за сборную Бельгии | Матчи и голы Ника Хойдонкса за сборную Бельгии | Матчи и голы Ника Хойдонкса за сборную Бельгии | Матчи и голы Ника Хойдонкса за сборную Бельгии | Матчи и голы Ника Хойдонкса за сборную Бельгии | Матчи и голы Ника Хойдонкса за сборную Бельгии |
| №                                              | Дата                                           | Место проведения                               | Соперник                                       | Счёт                                           | Голы                                           | Турнир                                         |
| ---------------------------------------------- | ---------------------------------------------- | ---------------------------------------------- | ---------------------------------------------- | ---------------------------------------------- | ---------------------------------------------- | ---------------------------------------------- |
| 1                                              | 12 февраля 1928                                | Льеж, Бельгия                                  | Ирландское Свободное Государство               | 2:4                                            | -                                              | Товарищеский матч                              |
| 2                                              | 11 марта 1928                                  | Амстердам, Нидерланды                          | Нидерланды                                     | 1:1                                            | -                                              | Товарищеский матч                              |
| 3                                              | 1 апреля 1928                                  | Антверпен, Бельгия                             | Нидерланды                                     | 1:0                                            | -                                              | Coupe Van den Abeele 1928                      |
| 4                                              | 15 апреля 1928                                 | Коломб, Франция                                | Франция                                        | 3:2                                            | -                                              | Товарищеский матч                              |
| 5                                              | 19 мая 1928                                    | Антверпен, Бельгия                             | Англия                                         | 1:3                                            | -                                              | Товарищеский матч                              |
| 6                                              | 27 мая 1928                                    | Амстердам, Нидерланды                          | Люксембург                                     | 5:3                                            | -                                              | Олимпийские игры 1928                          |
| 7                                              | 2 июня 1928                                    | Амстердам, Нидерланды                          | Аргентина                                      | 3:6                                            | -                                              | Олимпийские игры 1928                          |
| 8                                              | 5 июня 1928                                    | Роттердам, Нидерланды                          | Нидерланды                                     | 1:3                                            | -                                              | Олимпийские игры 1928                          |
| 9                                              | 4 ноября 1928                                  | Амстердам, Нидерланды                          | Нидерланды                                     | 1:1                                            | -                                              | Товарищеский матч                              |
| 10                                             | 20 апреля 1929                                 | Дублин, Ирландия                               | Ирландское Свободное Государство               | 0:4                                            | -                                              | Товарищеский матч                              |
| 11                                             | 5 мая 1929                                     | Антверпен, Бельгия                             | Нидерланды                                     | 3:1                                            | -                                              | Coupe Van den Abeele 1929                      |
| 12                                             | 11 мая 1929                                    | Брюссель, Бельгия                              | Англия                                         | 1:5                                            | -                                              | Товарищеский матч                              |
| 13                                             | 26 мая 1929                                    | Льеж, Бельгия                                  | Франция                                        | 4:1                                            | -                                              | Товарищеский матч                              |
| 14                                             | 13 апреля 1930                                 | Коломб, Франция                                | Франция                                        | 6:1                                            | -                                              | Товарищеский матч                              |
| 15                                             | 4 мая 1930                                     | Амстердам, Нидерланды                          | Нидерланды                                     | 2:2                                            | -                                              | Товарищеский матч                              |
| 16                                             | 11 мая 1930                                    | Брюссель, Бельгия                              | Ирландское Свободное Государство               | 1:3                                            | -                                              | Товарищеский матч                              |
| 17                                             | 18 мая 1930                                    | Антверпен, Бельгия                             | Нидерланды                                     | 3:1                                            | -                                              | Coupe Van den Abeele 1930                      |
| 18                                             | 25 мая 1930                                    | Льеж, Бельгия                                  | Франция                                        | 1:2                                            | -                                              | Товарищеский матч                              |
| 19                                             | 8 июня 1930                                    | Антверпен, Бельгия                             | Португалия                                     | 2:1                                            | -                                              | Товарищеский матч                              |
| 20                                             | 13 июля 1930                                   | Монтевидео, Уругвай                            | США                                            | 0:3                                            | -                                              | Чемпионат мира 1930                            |
| 21                                             | 20 июля 1930                                   | Монтевидео, Уругвай                            | Парагвай                                       | 0:1                                            | -                                              | Чемпионат мира 1930                            |
| 22                                             | 21 сентября 1930                               | Антверпен, Бельгия                             | Чехословакия                                   | 2:3                                            | -                                              | Товарищеский матч                              |
| 23                                             | 28 сентября 1930                               | Льеж, Бельгия                                  | Швеция                                         | 2:2                                            | -                                              | Товарищеский матч                              |
| 24                                             | 7 декабря 1930                                 | Монруж, Франция                                | Франция                                        | 2:2                                            | -                                              | Товарищеский матч                              |
| 25                                             | 29 марта 1931                                  | Амстердам, Нидерланды                          | Нидерланды                                     | 2:3                                            | -                                              | Товарищеский матч                              |
| 26                                             | 3 мая 1931                                     | Антверпен, Бельгия                             | Нидерланды                                     | 4:2                                            | -                                              | Coupe Van den Abeele 1931                      |
| 27                                             | 11 октября 1931                                | Брюссель, Бельгия                              | Польша                                         | 2:1                                            | -                                              | Товарищеский матч                              |
| 28                                             | 6 декабря 1931                                 | Брюссель, Бельгия                              | Швейцария                                      | 2:1                                            | -                                              | Товарищеский матч                              |
| 29                                             | 11 декабря 1932                                | Брюссель, Бельгия                              | Австрия                                        | 1:6                                            | -                                              | Товарищеский матч                              |
| 30                                             | 12 февраля 1933                                | Брюссель, Бельгия                              | Италия                                         | 2:3                                            | -                                              | Товарищеский матч                              |
| 31                                             | 12 марта 1933                                  | Цюрих, Швейцария                               | Швейцария                                      | 3:3                                            | -                                              | Товарищеский матч                              |
| 32                                             | 26 марта 1933                                  | Коломб, Франция                                | Франция                                        | 0:3                                            | -                                              | Товарищеский матч                              |
| 33                                             | 7 мая 1933                                     | Амстердам, Нидерланды                          | Нидерланды                                     | 2:1                                            | -                                              | Товарищеский матч                              |
| 34                                             | 4 июня 1933                                    | Варшава, Польша                                | Польша                                         | 1:0                                            | -                                              | Товарищеский матч                              |
| 35                                             | 11 июня 1933                                   | Вена, Австрия                                  | Австрия                                        | 1:4                                            | -                                              | Товарищеский матч                              |
| 36                                             | 26 ноября 1933                                 | Брюссель, Бельгия                              | Дания                                          | 2:2                                            | -                                              | Товарищеский матч                              |

Итого: 36 матчей / 0 голов; 13 побед, 7 ничьих, 16 поражений.